# دوني ماكغراث
دوني ماكغراث (بالإنجليزية: Donnie McGrath)‏ مواليد 7 مايو 1984 في ماونت كيسكو، هو لاعب كرة سلة أمريكي. بدأ مسيرته الاحترافية في سنة 2006. يحمل الرقم 3. يبلغ طوله 6 قدم 4 بوصة (1.9 م).

## المسيرة الاحترافية
لعب مع بالاكانسترو كانتو في الدوري الإيطالي في موسم 2006–2007، ثم لعب مع فيرتوس بالاكانسترو بولونيا في موسم 2007–2008، ثم لعب مع إيه إي كي في موسم 2009–2010، ثم لعب مع بالاكانسترو فاريزي في الدوري الإيطالي في سنة 2010، ثم لعب مع شوليه باسكت في الدوري الفرنسي في سنة 2011، ثم لعب مع تيرامو باسكت في الدوري الإيطالي في سنة 2012، ثم لعب مع سكاليجيرا باسكت فيرونا في سنة 2012.

## روابط خارجية
- دوني ماكغراث على موقع الاتحاد الدولي لكرة السلة (الإنجليزية)
- دوني ماكغراث على موقع الدوري الأوروبي لكرة السلة (الإنجليزية)
- دوني ماكغراث على موقع الدوري الإسباني لكرة السلة (الإسبانية)
- دوني ماكغراث على موقع كرة السلة الأوروبية.كوم (الإنجليزية)
- دوني ماكغراث على موقع كلية كرة السلة في سبورتس رفرنس.كوم (الإنجليزية)
- دوني ماكغراث على موقع ريلجم (الإنجليزية)
- دوني ماكغراث على موقع سبورتس رفرنس (الإنجليزية)
- دوني ماكغراث على موقع سبورتس رفرنس (الإنجليزية)